# Ти мій захват, моє мучіння...
Ти мій захват, моє мучіння… (рос. Ты мой восторг, моё мученье...) — радянський художній фільм 1983 року, знятий на кіностудії «Мосфільм».

## Сюжет
Володар прекрасного голосу Микола Бахін, мріючи потрапити до Великого театру, бере уроки вокалу у відомої співачки і педагога Ірини Тарнопольської. Бахіна приймають в театр. Після стажування в «Ла Скала» до героя приходить успіх і перше запрошення до Італії. Дізнавшись, що Тарнопольська потрапила в автокатастрофу, Микола перериває гастролі і вилітає в Москву…

## У ролях
- Ірина Скобцева — Ірина Тарнопольська
- Владислав П'явко — Микола Бахін
- Всеволод Сафонов — режисер
- Євген Тетерін — батько Тарнопольської
- Марія Виноградова — епізод
- Ірина Архипова — епізод
- Людмила Сергієнко — епізод
- Павло Лисиціан — епізод
- Людмила Нам — епізод
- Володимир Івановський — епізод
- Анатолій Орфьонов — епізод
- Кіра Леонова — епізод
- Галина Олейниченко — епізод
- Леонід Маслов — епізод
- Людмила Петрова — епізод
- Вадим Вільський — епізод
- Зоя Ісаєва — епізод
- Світлана Коновалова — епізод
- Володимир Протасенко — епізод
- Анатолій Скорякин — епізод
- Андрій Желєзний — епізод
- Людмила Магомедова — епізод
- Вадим Іванов — студент-італієць
- Микола Ісенко — глядач

## Знімальна група
- Режисер — Юрій Рогов
- Сценаристи — Владислав П'явко, Юрій Рогов
- Оператор — Володимир Климов
- Художник — Іван Пластинкін